# Ibul Besar I
Ibul Besar I is een bestuurslaag in het regentschap Ogan Ilir van de provincie Zuid-Sumatra, Indonesië. Ibul Besar I telt 2239 inwoners (volkstelling 2010).